# Liste des édifices labellisés « Architecture contemporaine remarquable » dans le département du Nord
Cet article recense les édifices labellisés « Architecture contemporaine remarquable » du Nord, en France.
Le label « Architecture contemporaine remarquable » remplace depuis 2016 l'ancien label « Patrimoine du XXe siècle ». Il ne prend en compte que des édifices de moins de 100 ans à la date de labellisation, et qui ne sont pas protégés comme monuments historiques.
Au début 2024, le Nord compte 15 édifices ainsi labellisés.

## Liste
| Monument                               | Commune            | Adresse | Coordonnées                      | Notice     | Date | Illustration                       |
| -------------------------------------- | ------------------ | --- | -------------------------------- | ---------- | ---- | ---------------------------------- |
| Salle Mille-Club                       | Bailleul           | Rue Natalis-Dumez | 50° 44′ 29″ nord, 2° 44′ 10″ est | ACR0001808 | 2023 | Image manquante Téléverser         |
| Groupe scolaire des Remparts           | Condé-sur-l'Escaut | Boulevard des Écoles | 50° 27′ 00″ nord, 3° 35′ 19″ est | ACR0000623 | 2006 | Image manquante Téléverser         |
| Lieu d'art et action contemporaine     | Dunkerque          | 302 avenue des Bordées | 51° 02′ 47″ nord, 2° 22′ 57″ est | ACR0001809 | 2023 | Lieu d'art et action contemporaine |
| Résidence Fénelon                      | Dunkerque          | 53-65-67-71 avenue de la Libération 85-91-97-101-105-111-117 avenue des Bains | 51° 02′ 45″ nord, 2° 23′ 11″ est | ACR0001701 | 2022 | Image manquante Téléverser         |
| Salle Jacques-Brel                     | Faches-Thumesnil   | Rue du Général-Hoche | 50° 36′ 24″ nord, 3° 03′ 54″ est | ACR0001810 | 2023 | Image manquante Téléverser         |
| Résidence La Salamandre                | Haubourdin         | 2-4-14-16 rue Léon-Gambetta | 50° 36′ 36″ nord, 2° 58′ 59″ est | ACR0001702 | 2022 | Image manquante Téléverser         |
| Centre hospitalier universitaire       | Lille              | 2 avenue Oscar-Lambret | 50° 36′ 40″ nord, 3° 02′ 05″ est | ACR0000624 | 2004 | Centre hospitalier universitaire   |
| La Piscine                             | Roubaix            | 23 rue de l'Espérance | 50° 41′ 36″ nord, 3° 10′ 04″ est | ACR0000625 | 2000 | La Piscine                         |
| Vélodrome André-Pétrieux               | Roubaix            | 130 avenue du Parc-des-Sports | 50° 40′ 48″ nord, 3° 12′ 18″ est | ACR0000626 | 2004 | Vélodrome André-Pétrieux           |
| Résidence Village de l'Ouest           | Villeneuve-d'Ascq  | Rue des Comices Allée de la Centième Maison Rue de la Convention Rue de la Coutume Allée de la Cueillette Allée Carco Rue de la Clé Rue de la Constituante Allée de la Coquille Allée de la Corolle | 50° 38′ 37″ nord, 3° 08′ 56″ est | ACR0001706 | 2022 | Image manquante Téléverser         |
| Résidence La Salamandre                | Villeneuve-d'Ascq  | 4-5-6-7 chemin des Vieux-Arbres | 50° 37′ 11″ nord, 3° 07′ 39″ est | ACR0001705 | 2022 | Image manquante Téléverser         |
| Résidence Les Facultés                 | Villeneuve-d'Ascq  | Allée de la Frange | 50° 37′ 53″ nord, 3° 07′ 30″ est | ACR0001703 | 2022 | Image manquante Téléverser         |
| Résidence Les Pyramides du Lac         | Villeneuve-d'Ascq  | Avenue Champollion 1 allée Chanteclerc 267-269 allée Chardin | 50° 38′ 12″ nord, 3° 08′ 13″ est | ACR0001704 | 2022 | Image manquante Téléverser         |
| Médiathèque municipale Till-l'Espiègle | Villeneuve-d'Ascq  | 96 chaussée de l'Hôtel-de-Ville | 50° 37′ 16″ nord, 3° 07′ 50″ est | ACR0001807 | 2023 | Image manquante Téléverser         |
| Salle Mille-Club                       | Watten             | Place du Capitaine-Leveaux | 50° 50′ 02″ nord, 2° 12′ 36″ est | ACR0001814 | 2023 | Image manquante Téléverser         |